# 阿罗出
阿罗出少师（羅馬化：Oroču sigüsi），15世纪后半叶蒙古部族首领之一，盘踞于今鄂尔多斯高原，屡次率军进攻明朝。汉文史籍中写作阿老出、阿罗出少师、斡罗出少师、“小石”（即少师的讹写），部分史书称其为达延汗的外祖父。

## 生平
史料中提及阿罗出之名，最早是在天顺二年（1458年）八月，当时他与蒙古最大势力哈喇嗔部的孛来一同进攻明朝甘肃地区。天顺四年（1460年），他又与孛来及东部诸王后裔毛里孩再度攻掠甘肃，与明军交战。天顺五年（1461年）、七年（1463年），阿罗出以太师孛来和大汗马儿古儿吉思使者的身份出使明朝，被明朝视为“孛来下大頭目”。
成化元年（1465年）孛来被毛里孩袭杀后，阿罗出继承其势力，一度归附拥立摩伦汗的毛里孩。成化二年（1466年）前后，毛里孩、阿罗出、摩伦汗的联合势力已达八九万骑。但同年冬季，他们的联盟瓦解，毛里孩趁阿罗出出兵明朝时偷袭其根据地，至成化三年（1467年）将阿罗出势力逐出鄂尔多斯。驱逐阿罗出的同时，毛里孩弑杀了摩伦汗，随后遣使明朝请和。然而，明朝知晓毛里孩在漠北（现今蒙古国一带）面临着阿罗出与瓦剌的阿失帖木儿等强大敌对势力的威胁，因此没有答应他的请求。成化四年（1468年）毛里孩被科尔沁部孛罗乃攻杀，蒙古进入十年汗位空位期。阿罗出南下至大同附近，因毛里孩之死蒙古南部地区失去统治者，阿罗出将其作为自己的游牧之地。此时，阿罗出与朵颜卫都督脱火赤联合，其势力规模达到一万骑兵。
成化五年（1468年）至六年（1470年），阿罗出重回鄂尔多斯，以此为基地频繁袭扰明朝。另一方面，在鄂尔多斯地区，阿罗出与身为汉人、自称“开原王” 的实力派人物围绕对明朝的政策产生对立；而在北方，他还面临着瓦剌的阿失帖木儿这一强大敌人。因此，阿罗出的处境并不安稳。后来，开原王把哈孛罗因无法化解与阿罗出的对立，最终选择向明朝投降。1470年秋，阿罗出率军万余南下攻明，遭明军迎击大败，本人中流矢负伤。次月遣使归还俘虏以示悔意。同年末，漠北的孛罗忽南下与阿罗出合流，阿罗出将女儿锡吉尔哈屯嫁给了他。
同時，乜克力部出身的永谢布领主癿加思兰太师也迁居鄂尔多斯。阿罗出、癿加思兰与孛罗忽在合作不久后，便产生了对立。孛罗忽联合猛可丞相要除掉阿罗出，得知此事的阿罗出不得不再次离开鄂尔多斯地区。成化七年（1471年）冬，癿加思兰掌控鄂尔多斯，效仿阿罗出，等待黄河结冰后便率军侵袭明朝。与此同时，阿罗出势力的残部仍活跃在鄂尔多斯地区之外，从凉州一带侵袭明朝。成化八年（1472年）间，癿加思兰逐渐兼并了原阿罗出的部下，但阿罗出本人仍在周边活动，率领残部伺机向癿加思兰复仇。据记载，截至该年末，癿加思兰仍在防备阿罗出的进攻，由此可见阿罗出当时依然在世，但此后就没有了阿罗出的记载。

## 蒙古编年史的记载
作为蒙古编年史之一的《蒙古源流》记载，孛罗忽从也先手下逃脱后，途中遇到“兀鲁特部的阿罗出少师（Uruγd-un Oroču sigüsi）”，并娶了阿罗出少师的女儿锡吉尔·哈敦。孛罗忽与锡吉尔·哈敦生下了巴图蒙克（达延汗），据说巴图蒙克后来娶了满都海·哈敦以及“扎赉尔的呼图克图少师”的女儿苏密尔·哈敦。然而，以《黄金史纲》为代表的其他编年史中，关于巴图蒙克的母亲（锡吉尔·哈敦）和侧室（苏密尔·哈敦）的父亲存在诸多差异，既有将二者身份颠倒的记载，也有将两人视为同一人的记载。